# Liste des mammifères en Moldavie

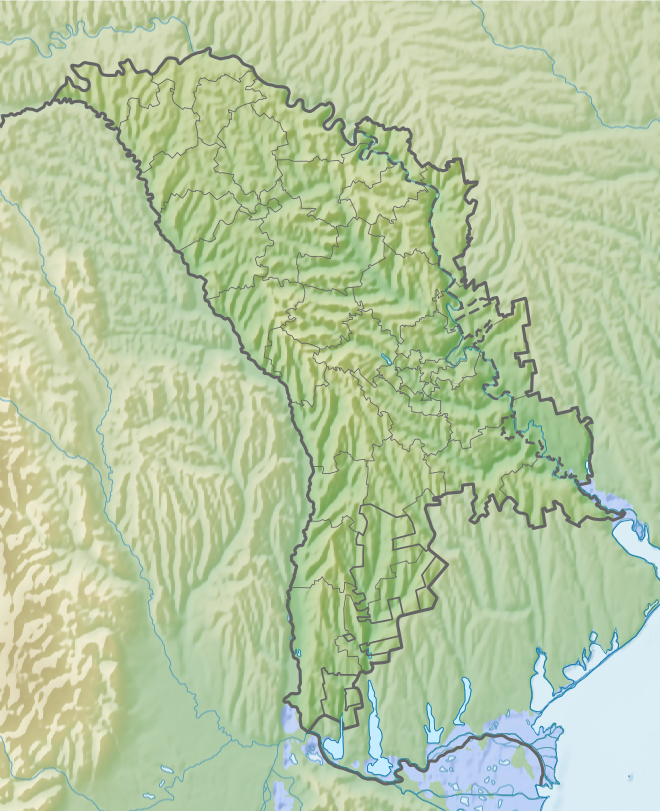
Carte topographique de la Moldavie.

Localisation de la Moldavie en Europe.

Cette liste commentée recense la mammalofaune en Moldavie. Elle répertorie les espèces de mammifères moldaves actuels et celles qui ont été récemment classifiées comme éteintes (à partir de l'Holocène, depuis donc 11 700 ans av. J.‑C.). Cette liste comporte 90 espèces réparties en neuf ordres et 22 familles, dont deux sont « en danger critique d'extinction », une est « en danger », quatre sont « vulnérables », huit sont « quasi menacées » et deux ont des « données insuffisantes » pour être classées (selon les critères de la liste rouge de l'UICN au niveau mondial).
Elle contient au moins sept espèces introduites sur ce territoire, qui sont plus ou moins bien acclimatées. Il peut contenir aussi dans cette liste des animaux non reconnus par la liste rouge de l'UICN (un mammifère ici) et ils sont classés en « non évalué » : cela étant dû notamment au manque de données et à des espèces domestiques, disparues ou éteintes avant le XVIe siècle. Il n'existe pas en Moldavie d'espèces et de sous-espèces de mammifères endémiques.

## Statuts de la liste rouge de l'UICN
Les statuts de conservation utilisés par la liste rouge de l'UICN mondiale sont :
| (EX) | Éteint                  | Il n'y a pas le moindre doute sur le fait que le dernier spécimen recensé est mort.                                                                   |
| (EW) | Éteint à l'état sauvage | L'espèce est connue uniquement en captivité ou en tant que population naturalisée bien en dehors de son ancienne aire de répartition.                 |
| (CR) | En danger critique      | L'espèce risque prochainement de s'éteindre à l'état sauvage.                                                                                         |
| (EN) | En danger               | L'espèce fait face à un très gros risque d'extinction à l'état sauvage.                                                                               |
| (VU) | Vulnérable              | L'espèce fait face à un gros risque d'extinction à l'état sauvage.                                                                                    |
| (NT) | Quasi menacé            | L'espèce ne satisfait pas un ou plusieurs des critères prévus qui permettraient de la catégoriser, mais pourrait risquer de s'éteindre dans le futur. |
| (LC) | Préoccupation mineure   | Il n'y a pas de risque identifiable pour l'espèce. |
| (DD) | Données insuffisantes   | Il n'y a pas d'information adéquate qui permettraient de faire une évaluation des risques pour cette espèce.                                          |
| (NE) | Non évalué              | L'espèce n'a pas encore été confrontée aux critères précédents, n'est pas reconnue par l'UICN ou bien s'est éteinte avant le XVIe siècle.             |

## Ordre:Primates

### Famille:Hominidés
| Nom binominal, nom vulgaire et citation d'auteurs | Nom vulgaire roumain (langue officielle de la Moldavie) | Origine et statut en Moldavie | Aire de répartition                    | Statut UICN mondial | Image         |
| ------------------------------------------------- | ------------------------------------------------------- | ----------------------------- | -------------------------------------- | ------------------- | ------------- |
| Homo sapiens (Homme moderne) Linnaeus, 1758       | Om                                                      | Autochtone,                   | Aire de répartition de l'Homme moderne | [ 2 ]               | Homme moderne |

## Ordre:Lagomorphes

### Famille:Léporidés
| Nom binominal, nom vulgaire et citation d'auteurs | Nom vulgaire roumain (langue officielle de la Moldavie) | Origine et statut en Moldavie | Aire de répartition                    | Statut UICN mondial | Image           |
| ------------------------------------------------- | ------------------------------------------------------- | ----------------------------- | -------------------------------------- | ------------------- | --------------- |
| Lepus europaeus (Lièvre d'Europe) Pallas, 1778    | Iepure de câmp                                          | Autochtone                    | Aire de répartition du Lièvre d'Europe | [ 3 ]               | Lièvre d'Europe |

## Ordre:Rodentiens

### Famille:Castoridés
| Nom binominal, nom vulgaire et citation d'auteurs | Nom vulgaire roumain (langue officielle de la Moldavie) | Origine et statut en Moldavie   | Aire de répartition                     | Statut UICN mondial | Image            |
| ------------------------------------------------- | ------------------------------------------------------- | ------------------------------- | --------------------------------------- | ------------------- | ---------------- |
| Castor fiber (Castor d'Eurasie) Linnaeus, 1758    | Castorul european                                       | Autochtone (Peut-être disparu), | Aire de répartition du Castor d'Eurasie | [ 5 ]               | Castor d'Eurasie |

### Famille:Dipodidés
| Nom binominal, nom vulgaire et citation d'auteurs      | Nom vulgaire roumain (langue officielle de la Moldavie) | Origine et statut en Moldavie | Aire de répartition                            | Statut UICN mondial | Image                |
| ------------------------------------------------------ | ------------------------------------------------------- | ----------------------------- | ---------------------------------------------- | ------------------- | -------------------- |
| Sicista betulina (Siciste des bouleaux) (Pallas, 1779) | Șoarece săritor de pădure                               | Autochtone                    | Aire de répartition de la Siciste des bouleaux | [ 6 ]               | Siciste des bouleaux |
| Sicista subtilis (Siciste des steppes) (Pallas, 1773)  | Șoarece săritor de stepă                                | Autochtone                    | Illustration manquante                         | [ 8 ]               | Siciste des steppes  |

### Famille:Cricétidés
| Nom binominal, nom vulgaire et citation d'auteurs                        | Nom vulgaire roumain (langue officielle de la Moldavie) | Origine et statut en Moldavie | Aire de répartition                         | Statut UICN mondial | Image                  |
| ------------------------------------------------------------------------ | ------------------------------------------------------- | ----------------------------- | ------------------------------------------- | ------------------- | ---------------------- |
| Arvicola amphibius (Campagnol terrestre) (Linnaeus, 1758)                | Șobolan de apă                                          | Autochtone                    | Aire de répartition du Campagnol terrestre  | [ 9 ]               | Campagnol terrestre    |
| Microtus agrestis (Campagnol agreste) (Linnaeus, 1761)                   | Șoarece de pământ                                       | Autochtone                    | Aire de répartition du Campagnol agreste    | [ 10 ]              | Campagnol agreste      |
| Microtus arvalis (Campagnol des champs) (Pallas, 1778)                   | Șoarece de câmp                                         | Autochtone                    | Aire de répartition du Campagnol des champs | [ 11 ]              | Campagnol des champs   |
| Microtus levis (Campagnol d'Ondrias) Miller, 1908                        | Șoarece sudic de câmp                                   | Autochtone                    | Illustration manquante                      | [ 12 ]              | Campagnol d'Ondrias    |
| Microtus subterraneus (Campagnol souterrain) (de Sélys Longchamps, 1836) | Șoarece subpământean                                    | Autochtone                    | Illustration manquante                      | [ 13 ]              | Campagnol souterrain   |
| Myodes glareolus (Campagnol roussâtre) Schreber, 1780                    | Șoarece scurmător                                       | Autochtone                    | Aire de répartition du Campagnol roussâtre  | [ 14 ]              | Campagnol roussâtre    |
| Ondatra zibethicus (Rat musqué) (Linnaeus, 1766)                         | Bizam                                                   | Allochtone (Introduit),       | Aire de répartition du Rat musqué           | [ 15 ]              | Rat musqué             |
| Cricetulus migratorius (Hamster migrateur) (Pallas, 1773)                | Grivan cenușiu                                          | Autochtone                    | Illustration manquante                      | [ 16 ]              | Illustration manquante |
| Cricetus cricetus (Grand Hamster) (Linnaeus, 1758)                       | Hârciog european                                        | Autochtone                    | Aire de répartition du Grand Hamster        | [ 18 ]              | Grand Hamster          |

### Famille:Muridés
| Nom binominal, nom vulgaire et citation d'auteurs       | Nom vulgaire roumain (langue officielle de la Moldavie) | Origine et statut en Moldavie | Aire de répartition                     | Statut UICN mondial | Image                  |
| ------------------------------------------------------- | ------------------------------------------------------- | ----------------------------- | --------------------------------------- | ------------------- | ---------------------- |
| Apodemus agrarius (Mulot rayé) (Pallas, 1771)           | Șoarece de câmp                                         | Autochtone                    | Illustration manquante                  | [ 19 ]              | Mulot rayé             |
| Apodemus flavicollis (Mulot à collier) (Melchior, 1834) | Șoarece gulerat                                         | Autochtone                    | Aire de répartition du Mulot à collier  | [ 20 ]              | Mulot à collier        |
| Apodemus sylvaticus (Mulot sylvestre) (Linnaeus, 1758)  | Șoarece de pădure                                       | Autochtone                    | Aire de répartition du Mulot sylvestre  | [ 21 ]              | Mulot sylvestre        |
| Apodemus uralensis (Mulot pygmée) (Pallas, 1811)        | Șoarece de stepă                                        | Autochtone                    | Aire de répartition du Mulot pygmée     | [ 22 ]              | Mulot pygmée           |
| Micromys minutus (Rat des moissons) (Pallas, 1771)      | Șoarece pitic                                           | Autochtone                    | Aire de répartition du Rat des moissons | [ 23 ]              | Rat des moissons       |
| Mus musculus (Souris grise) Linnaeus, 1758              | Șoarece de casă                                         | Allochtone (Introduit),       | Aire de répartition de la Souris grise  | [ 24 ]              | Souris grise           |
| Mus spicilegus (Souris des steppes) Petényi, 1882       | Șoarece de spic                                         | Autochtone                    | Illustration manquante                  | [ 26 ]              | Illustration manquante |
| Rattus norvegicus (Rat surmulot) (Berkenhout, 1769)     | Șobolan cenușiu                                         | Allochtone (Introduit),       | Aire de répartition du Rat surmulot     | [ 28 ]              | Rat surmulot           |
| Rattus rattus (Rat noir) (Linnaeus, 1758)               | Șobolan negru                                           | Allochtone (Introduit)        | Aire de répartition du Rat noir         | [ 29 ]              | Rat noir               |

### Famille:Spalacidés
| Nom binominal, nom vulgaire et citation d'auteurs  | Nom vulgaire roumain (langue officielle de la Moldavie) | Origine et statut en Moldavie | Aire de répartition                      | Statut UICN mondial | Image                  |
| -------------------------------------------------- | ------------------------------------------------------- | ----------------------------- | ---------------------------------------- | ------------------- | ---------------------- |
| Spalax graecus (Spalax de Bukovine) Nehring, 1898  | Orbete mare                                             | Autochtone                    | Illustration manquante                   | [ 30 ]              | Illustration manquante |
| Spalax leucodon (Spalax occidental) Nordmann, 1840 | Orbete mic                                              | Autochtone                    | Aire de répartition du Spalax occidental | [ 31 ]              | Spalax occidental      |

### Famille:Gliridés
| Nom binominal, nom vulgaire et citation d'auteurs     | Nom vulgaire roumain (langue officielle de la Moldavie) | Origine et statut en Moldavie | Aire de répartition                 | Statut UICN mondial | Image          |
| ----------------------------------------------------- | ------------------------------------------------------- | ----------------------------- | ----------------------------------- | ------------------- | -------------- |
| Glis glis (Loir gris) Linnaeus, 1766                  | Pârș comun                                              | Autochtone                    | Aire de répartition du Loir gris    | [ 32 ]              | Loir gris      |
| Dryomys nitedula (Lérotin commun) (Pallas, 1778)      | Pârș de pădure                                          | Autochtone                    | Illustration manquante              | [ 33 ]              | Lérotin commun |
| Eliomys quercinus (Lérot commun) (Linnaeus, 1766)     | Pârș de stejar                                          | Autochtone                    | Aire de répartition du Lérot commun | [ 34 ]              | Lérot commun   |
| Muscardinus avellanarius (Muscardin) (Linnaeus, 1758) | Pârș de alun                                            | Autochtone                    | Aire de répartition du Muscardin    | [ 35 ]              | Muscardin      |

### Famille:Sciuridés
| Nom binominal, nom vulgaire et citation d'auteurs            | Nom vulgaire roumain (langue officielle de la Moldavie) | Origine et statut en Moldavie | Aire de répartition                     | Statut UICN mondial | Image            |
| ------------------------------------------------------------ | ------------------------------------------------------- | ----------------------------- | --------------------------------------- | ------------------- | ---------------- |
| Sciurus vulgaris (Écureuil roux) Linnaeus, 1758              | Veverița roșcată                                        | Autochtone                    | Aire de répartition de l'Écureuil roux  | [ 37 ]              | Écureuil roux    |
| Spermophilus citellus (Souslik d'Europe) (Linnaeus, 1766)    | Popândău european                                       | Autochtone                    | Aire de répartition du Souslik d'Europe | [ 38 ]              | Souslik d'Europe |
| Spermophilus suslicus (Souslik tacheté) (Güldenstaedt, 1770) | Popândău cu pete                                        | Autochtone                    | Illustration manquante                  | [ 39 ]              | Souslik tacheté  |

## Ordre:Érinacéomorphes

### Famille:Érinacéidés
| Nom binominal, nom vulgaire et citation d'auteurs                  | Nom vulgaire roumain (langue officielle de la Moldavie) | Origine et statut en Moldavie | Aire de répartition                         | Statut UICN mondial | Image                |
| ------------------------------------------------------------------ | ------------------------------------------------------- | ----------------------------- | ------------------------------------------- | ------------------- | -------------------- |
| Erinaceus roumanicus (Hérisson des Balkans) Barrett-Hamilton, 1900 | Arici est european                                      | Autochtone                    | Aire de répartition du Hérisson des Balkans | [ 40 ]              | Hérisson des Balkans |

## Ordre:Soricomorphes

### Famille:Soricidés
| Nom binominal, nom vulgaire et citation d'auteurs           | Nom vulgaire roumain (langue officielle de la Moldavie) | Origine et statut en Moldavie | Aire de répartition                             | Statut UICN mondial | Image                 |
| ----------------------------------------------------------- | ------------------------------------------------------- | ----------------------------- | ----------------------------------------------- | ------------------- | --------------------- |
| Crocidura leucodon (Crocidure leucode) (Hermann, 1780)      | Chițcan de câmp                                         | Autochtone                    | Aire de répartition de la Crocidure leucode     | [ 41 ]              | Crocidure leucode     |
| Crocidura suaveolens (Crocidure des jardins) (Pallas, 1811) | Chițcan de grădină                                      | Autochtone                    | Aire de répartition de la Crocidure des jardins | [ 42 ]              | Crocidure des jardins |
| Neomys anomalus (Crossope de Miller) Cabrera, 1907          | Chițcan mic de apă                                      | Autochtone                    | Aire de répartition de la Crossope de Miller    | [ 43 ]              | Crossope de Miller    |
| Neomys fodiens (Crossope aquatique) (Pennant, 1771)         | Chițcan de apă                                          | Autochtone                    | Aire de répartition de la Crossope aquatique    | [ 44 ]              | Crossope aquatique    |
| Sorex araneus (Musaraigne carrelet) Linnaeus, 1758          | Chițcan de pădure                                       | Autochtone                    | Aire de répartition de la Musaraigne carrelet   | [ 45 ]              | Musaraigne carrelet   |
| Sorex minutus (Musaraigne pygmée) Linnaeus, 1766            | Chițcan pitic                                           | Autochtone                    | Aire de répartition de la Musaraigne pygmée     | [ 46 ]              | Musaraigne pygmée     |

### Famille:Talpidés
| Nom binominal, nom vulgaire et citation d'auteurs | Nom vulgaire roumain (langue officielle de la Moldavie) | Origine et statut en Moldavie | Aire de répartition                      | Statut UICN mondial | Image          |
| ------------------------------------------------- | ------------------------------------------------------- | ----------------------------- | ---------------------------------------- | ------------------- | -------------- |
| Talpa europaea (Taupe d'Europe) Linnaeus, 1758    | Cârtiță                                                 | Autochtone                    | Aire de répartition de la Taupe d'Europe | [ 47 ]              | Taupe d'Europe |

## Ordre:Chiroptères

### Famille:Rhinolophidés
| Nom binominal, nom vulgaire et citation d'auteurs             | Nom vulgaire roumain (langue officielle de la Moldavie) | Origine et statut en Moldavie | Aire de répartition                         | Statut UICN mondial | Image                |
| ------------------------------------------------------------- | ------------------------------------------------------- | ----------------------------- | ------------------------------------------- | ------------------- | -------------------- |
| Rhinolophus ferrumequinum (Grand Rhinolophe) (Schreber, 1774) | Liliac mare cu potcoavă                                 | Autochtone                    | Aire de répartition du Grand Rhinolophe     | [ 48 ]              | Grand Rhinolophe     |
| Rhinolophus hipposideros (Petit Rhinolophe) (Bechstein, 1800) | Liliac mic cu potcoavă                                  | Autochtone                    | Aire de répartition du Petit Rhinolophe     | [ 49 ]              | Petit Rhinolophe     |
| Rhinolophus mehelyi (Rhinolophe de Méhely) Matschie, 1901     | Liliac cu potcoavă a lui Méhely                         | Autochtone                    | Aire de répartition du Rhinolophe de Méhely | [ 50 ]              | Rhinolophe de Méhely |

### Famille:Vespertilionidés
| Nom binominal, nom vulgaire et citation d'auteurs                             | Nom vulgaire roumain (langue officielle de la Moldavie) | Origine et statut en Moldavie | Aire de répartition                                | Statut UICN mondial | Image                    |
| ----------------------------------------------------------------------------- | ------------------------------------------------------- | ----------------------------- | -------------------------------------------------- | ------------------- | ------------------------ |
| Myotis alcathoe (Murin d'Alcathoé) von Helversen & Heller, 2001               | — aucun —                                               | Peut-être autochtone,         | Aire de répartition du Murin d'Alcathoé            | [ 52 ]              | Murin d'Alcathoé         |
| Myotis aurascens (Murin doré) Kuzyakin, 1935                                  | Liliac cu mustăți de stepă                              | Autochtone                    | Aire de répartition du Murin doré                  | [ 53 ]              | Illustration manquante   |
| Myotis bechsteinii (Murin de Bechstein) (Kuhl, 1817)                          | Liliac cu urechi mari                                   | Autochtone                    | Aire de répartition du Murin de Bechstein          | [ 54 ]              | Murin de Bechstein       |
| Myotis blythii (Petit Murin) (Tomes, 1857)                                    | Liliac cu urechi de șoarece                             | Autochtone,                   | Aire de répartition du Petit Murin                 | [ 55 ]              | Petit Murin              |
| Myotis brandtii (Murin de Brandt) (Eversmann, 1845)                           | Liliac lui Brandt                                       | Peut-être autochtone          | Aire de répartition du Murin de Brandt             | [ 57 ]              | Murin de Brandt          |
| Myotis dasycneme (Murin des marais) (Boie, 1825)                              | Liliac de iaz                                           | Autochtone                    | Aire de répartition du Murin des marais            | [ 58 ]              | Murin des marais         |
| Myotis daubentonii (Murin de Daubenton) (Kuhl, 1817)                          | Liliac de apă                                           | Autochtone                    | Aire de répartition du Murin de Daubenton          | [ 59 ]              | Murin de Daubenton       |
| Myotis mystacinus (Murin à moustaches) (Kuhl, 1817)                           | Noptar cu mustăți                                       | Autochtone                    | Aire de répartition du Murin à moustaches          | [ 60 ]              | Murin à moustaches       |
| Eptesicus serotinus (Sérotine commune) (Schreber, 1774)                       | Liliac târziu                                           | Autochtone                    | Aire de répartition de la Sérotine commune         | [ 61 ]              | Sérotine commune         |
| Nyctalus lasiopterus (Grande Noctule) (Schreber, 1780)                        | Nictal gigantic                                         | Autochtone                    | Aire de répartition de la Grande Noctule           | [ 62 ]              | Grande Noctule           |
| Nyctalus leisleri (Noctule de Leisler) (Kuhl, 1817)                           | Nictal mic                                              | Autochtone                    | Aire de répartition de la Noctule de Leisler       | [ 63 ]              | Noctule de Leisler       |
| Nyctalus noctula (Noctule commune) (Schreber, 1774)                           | Liliac de seară                                         | Autochtone                    | Aire de répartition de la Noctule commune          | [ 64 ]              | Noctule commune          |
| Pipistrellus kuhlii (Pipistrelle de Kuhl) (Kuhl, 1817)                        | Liliac pitic al lui Kuhl                                | Autochtone                    | Aire de répartition de la Pipistrelle de Kuhl      | [ 65 ]              | Pipistrelle de Kuhl      |
| Pipistrellus nathusii (Pipistrelle de Nathusius) (Keyserling & Blasius, 1839) | Liliac pitic al lui Nathusius                           | Autochtone                    | Aire de répartition de la Pipistrelle de Nathusius | [ 66 ]              | Pipistrelle de Nathusius |
| Pipistrellus pipistrellus (Pipistrelle commune) (Schreber, 1774)              | Liliac pitic                                            | Autochtone                    | Aire de répartition de la Pipistrelle commune      | [ 67 ]              | Pipistrelle commune      |
| Pipistrellus pygmaeus (Pipistrelle pygmée) (Leach, 1825)                      | Liliac pigmeu                                           | Autochtone                    | Aire de répartition de la Pipistrelle pygmée       | [ 68 ]              | Pipistrelle pygmée       |
| Barbastella barbastellus (Barbastelle d'Europe) (Schreber, 1774)              | Liliac cârn                                             | Autochtone                    | Aire de répartition de la Barbastelle d'Europe     | [ 69 ]              | Barbastelle d'Europe     |
| Plecotus auritus (Oreillard roux) (Linnaeus, 1758)                            | Liliac urecheat brun                                    | Autochtone                    | Aire de répartition de l'Oreillard roux            | [ 70 ]              | Oreillard roux           |
| Plecotus austriacus (Oreillard gris) (J. Fischer, 1829)                       | Liliac urecheat cenuşiu                                 | Autochtone                    | Aire de répartition de l'Oreillard gris            | [ 71 ]              | Oreillard gris           |
| Vespertilio murinus (Sérotine bicolore) Linnaeus, 1758                        | Liliac bicolor                                          | Autochtone                    | Aire de répartition de la Sérotine bicolore        | [ 72 ]              | Sérotine bicolore        |

## Ordre:Artiodactyles

### Famille:Bovidés
| Nom binominal, nom vulgaire et citation d'auteurs | Nom vulgaire roumain (langue officielle de la Moldavie) | Origine et statut en Moldavie | Aire de répartition                     | Statut UICN mondial | Image          |
| ------------------------------------------------- | ------------------------------------------------------- | ----------------------------- | --------------------------------------- | ------------------- | -------------- |
| Saiga tatarica (Antilope saïga) (Linnaeus, 1766)  | Antilopa saiga                                          | Autochtone (Disparu),         | Aire de répartition de l'Antilope saïga | [ 73 ]              | Antilope saïga |
| Bison bonasus (Bison d'Europe) (Linnaeus, 1758)   | Zimbru                                                  | Autochtone (Réintroduit),     | Aire de répartition du Bison d'Europe   | [ 75 ]              | Bison d'Europe |
| Bos taurus (Taurin) Linnaeus, 1758                | Taur                                                    | Autochtone (Disparu)          | Aire de répartition du Taurin           | (NE)                |                |

### Famille:Cervidés
| Nom binominal, nom vulgaire et citation d'auteurs         | Nom vulgaire roumain (langue officielle de la Moldavie) | Origine et statut en Moldavie         | Aire de répartition                       | Statut UICN mondial | Image              |
| --------------------------------------------------------- | ------------------------------------------------------- | ------------------------------------- | ----------------------------------------- | ------------------- | ------------------ |
| Alces alces (Élan) (Linnaeus, 1758)                       | Elan                                                    | Autochtone (Recolonisateur),          | Aire de répartition de l'Élan             | [ 78 ]              | Élan               |
| Capreolus capreolus (Chevreuil européen) (Linnaeus, 1758) | Căprioară                                               | Autochtone                            | Aire de répartition du Chevreuil européen | [ 79 ]              | Chevreuil européen |
| Axis axis (Cerf axis) (Erxleben, 1777)                    | — aucun —                                               | Allochtone (Introduit)                | Aire de répartition du Cerf axis          | [ 80 ]              | Cerf axis          |
| Cervus elaphus (Cerf élaphe) Linnaeus, 1758               | Cerb                                                    | Autochtone (Recolonisateur),          | Aire de répartition du Cerf élaphe        | [ 81 ]              | Cerf élaphe        |
| Cervus nippon (Cerf sika) Temminck, 1838                  | Cerb cu pete                                            | Allochtone (Peut-être non acclimaté), | Illustration manquante                    | [ 83 ]              | Cerf sika          |
| Dama dama (Daim européen) (Linnaeus, 1758)                | Cerb lopătar                                            | Allochtone (Introduit)                | Aire de répartition du Daim européen      | [ 84 ]              | Daim européen      |

### Famille:Suidés
| Nom binominal, nom vulgaire et citation d'auteurs | Nom vulgaire roumain (langue officielle de la Moldavie) | Origine et statut en Moldavie | Aire de répartition                       | Statut UICN mondial | Image              |
| ------------------------------------------------- | ------------------------------------------------------- | ----------------------------- | ----------------------------------------- | ------------------- | ------------------ |
| Sus scrofa (Sanglier d'Eurasie) Linnaeus, 1758    | Mistreț                                                 | Autochtone                    | Aire de répartition du Sanglier d'Eurasie | [ 85 ]              | Sanglier d'Eurasie |

## Ordre:Périssodactyles

### Famille:Équidés
| Nom binominal, nom vulgaire et citation d'auteurs | Nom vulgaire roumain (langue officielle de la Moldavie) | Origine et statut en Moldavie | Aire de répartition           | Statut UICN mondial | Image  |
| ------------------------------------------------- | ------------------------------------------------------- | ----------------------------- | ----------------------------- | ------------------- | ------ |
| Equus caballus (Cheval) Linnaeus, 1758            | Cal                                                     | Autochtone (Disparu)          | Aire de répartition du Cheval | [ 87 ]              | Cheval |

## Ordre:Carnivores

### Famille:Canidés
| Nom binominal, nom vulgaire et citation d'auteurs      | Nom vulgaire roumain (langue officielle de la Moldavie) | Origine et statut en Moldavie | Aire de répartition                   | Statut UICN mondial | Image          |
| ------------------------------------------------------ | ------------------------------------------------------- | ----------------------------- | ------------------------------------- | ------------------- | -------------- |
| Canis aureus (Chacal doré) Linnaeus, 1758              | Șacal auriu                                             | Allochtone ou autochtone      |                                       | [ 88 ]              |                |
| Canis lupus (Loup gris) Linnaeus, 1758                 | Lup cenușiu                                             | Autochtone                    | Aire de répartition du Loup gris      | [ 89 ]              | Loup gris      |
| Nyctereutes procyonoides (Chien viverrin) (Gray, 1834) | Câine enot                                              | Allochtone,                   | Aire de répartition du Chien viverrin | [ 91 ]              | Chien viverrin |
| Vulpes vulpes (Renard roux) (Linnaeus, 1758)           | Vulpe roșie                                             | Autochtone                    | Aire de répartition du Renard roux    | [ 93 ]              | Renard roux    |

### Famille:Ursidés
| Nom binominal, nom vulgaire et citation d'auteurs | Nom vulgaire roumain (langue officielle de la Moldavie) | Origine et statut en Moldavie | Aire de répartition                | Statut UICN mondial | Image     |
| ------------------------------------------------- | ------------------------------------------------------- | ----------------------------- | ---------------------------------- | ------------------- | --------- |
| Ursus arctos (Ours brun) Linnaeus, 1758           | Urs brun                                                | Autochtone (Disparu)          | Aire de répartition de l'Ours brun | [ 94 ]              | Ours brun |

### Famille:Mustélidés
| Nom binominal, nom vulgaire et citation d'auteurs     | Nom vulgaire roumain (langue officielle de la Moldavie) | Origine et statut en Moldavie  | Aire de répartition                        | Statut UICN mondial | Image              |
| ----------------------------------------------------- | ------------------------------------------------------- | ------------------------------ | ------------------------------------------ | ------------------- | ------------------ |
| Lutra lutra (Loutre commune) (Linnaeus, 1758)         | Vidra de râu                                            | Autochtone                     | Aire de répartition de la Loutre commune   | [ 95 ]              | Loutre commune     |
| Martes foina (Fouine) (Erxleben, 1777)                | Jder de piatră                                          | Autochtone                     | Aire de répartition de la Fouine           | [ 96 ]              | Fouine             |
| Martes martes (Martre des pins) (Linnaeus, 1758)      | Jder de copac                                           | Autochtone                     | Aire de répartition de la Martre des pins  | [ 97 ]              | Martre des pins    |
| Meles meles (Blaireau européen) (Linnaeus, 1758)      | Viezure                                                 | Autochtone                     | Aire de répartition du Blaireau européen   | [ 98 ]              | Blaireau européen  |
| Mustela lutreola (Vison d'Europe) (Linnaeus, 1761)    | Nurcă europeană                                         | Autochtone (Disparu)           | Aire de répartition du Vison d'Europe      | [ 99 ]              | Vison d'Europe     |
| Mustela erminea (Hermine) Linnaeus, 1758              | Hermină                                                 | Autochtone                     | Aire de répartition de l'Hermine           | [ 100 ]             | Hermine            |
| Mustela nivalis (Belette d'Europe) Linnaeus, 1766     | Nevăstuică                                              | Autochtone                     | Aire de répartition de la Belette d'Europe | [ 101 ]             | Belette d'Europe   |
| Mustela eversmanii (Putois des steppes) Lesson, 1827  | Dihor de stepă                                          | Autochtone                     | Aire de répartition du Putois des steppes  | [ 102 ]             | Putois des steppes |
| Mustela putorius (Putois d'Europe) Linnaeus, 1758     | Dihor de casă                                           | Autochtone                     | Aire de répartition du Putois d'Europe     | [ 103 ]             | Putois d'Europe    |
| Vormela peregusna (Putois marbré) (Güldenstädt, 1770) | Dihor pătat                                             | Autochtone (Peut-être disparu) | Aire de répartition du Putois marbré       | [ 105 ]             | Putois marbré      |

### Famille:Félidés
| Nom binominal, nom vulgaire et citation d'auteurs | Nom vulgaire roumain (langue officielle de la Moldavie) | Origine et statut en Moldavie | Aire de répartition                 | Statut UICN mondial | Image        |
| ------------------------------------------------- | ------------------------------------------------------- | ----------------------------- | ----------------------------------- | ------------------- | ------------ |
| Felis silvestris (Chat sauvage) Schreber, 1777    | Pisică sălbatică                                        | Autochtone                    | Aire de répartition du Chat sauvage | [ 106 ]             | Chat sauvage |
| Lynx lynx (Lynx boréal) (Linnaeus, 1758)          | Râsul carpatin                                          | Autochtone (Disparu)          | Aire de répartition du Lynx boréal  | [ 107 ]             | Lynx boréal  |